# Ак-Тал (Нарынская область)
Ак-Тал (кирг. Ак-Тал) — село в Ак-Талинском районе Нарынской области Кыргызстана. Административный центр Ак-Талского аильного округа.
Расположено в 86 км к востоку от г. Нарына. Через село пролегает дорога на второе, по величине, озеро в Кыргызстане — Сонкёль.
Население в 2009 году составляло 1177 человек
В селе имеется средняя школа, библиотека, фельдшерско-акушерский пункт, магазины.